# Florence Babonneau
 (mai 2024).
Pour les articles homonymes, voir Babonneau.
Florence Babonneau, née le 15 mars 1957 à Tours, est une chimiste française, spécialiste des  procédés sol-gel. Elle est directrice de recherche du CNRS à l'Institut des Matériaux de Paris Centre.

## Biographie
Diplômée de l'École supérieure de physique et de chimie industrielles de la ville de Paris (96e promotion) en 1981, Florence Babonneau rejoint le laboratoire de Jacques Livage où elle étudie la synthèse d'oxydes à partir de procédés sol-gel. Après un stage post-doctoral à UCLA en 1988, elle développe les techniques d'imagerie de résonance magnétique nucléaire du solide pour caractériser  ces matériaux. Parallèlement, elle comprend les mécanismes des films mésostructurés par diffraction de rayons X en temps réel et étudie les matériaux hybrides organique/inorganique. Florence Babonneau est responsable de l'équipe "Matériaux Sol-Gel et RMN" de l'Université Pierre-et-Marie-Curie et directrice de l'Institut des Matériaux de Paris Centre regroupant des équipes de l'ESPCI ParisTech et du Collège de France depuis 2002.
Florence Babonneau est lauréate du prix Yvan Peychès de l'Académie des Sciences, de la médaille d'argent du CNRS en 2005 et est présidente de la société internationale sol-gel depuis 2003. Elle est parmi les scientifiques les plus cités en sciences des matériaux.